# Tlitli
Le tlitli est un plat traditionnel algérien, originaire de l’Est du pays, à base de pâtes traditionnelles  dites « langues d’oiseaux ».

## Préparation
La première étape consiste à préparer la sauce. À Constantine, Skikda et Jijel, on prépare une sauce blanche avec smen, oignon, sel, poivre, cannelle, poulet, boulettes de kefta et pois chiches, tandis qu'ailleurs, on le mitonne en sauce rouge avec l’ajout de tomates, de paprika…
Dans le sud, la préparation est une sauce rouge piquante, faite avec de l’ail, de la viande et du ras el hanout.
La deuxième étape est la préparation du tlitli, qui doit être cuit à la vapeur comme le couscous, puis il est enduit de beurre.
La dernière étape consiste à mettre le tlitli dans la sauce pendant dix minutes, pour qu’il absorbe et s’imprègne de la sauce.
Le tlitli est ensuite présenté dans un plat en terre cuite, avec la viande (ce peut être du poulet), puis décoré avec les pois chiches au milieu et les boulettes de kefta tout autour.
Ce plat s’accompagne d’œufs durs symbolisant la prospérité et la fécondité dans la croyance populaire algérienne.